# بيديفليا
بيديفليا (Бедевля) هي مدينة في مقاطعة زاكارباتسكا في أوكرانيا.
يبلغ عدد سكانها حوالي 3,922 نسمة.